# Ignatius Geitel

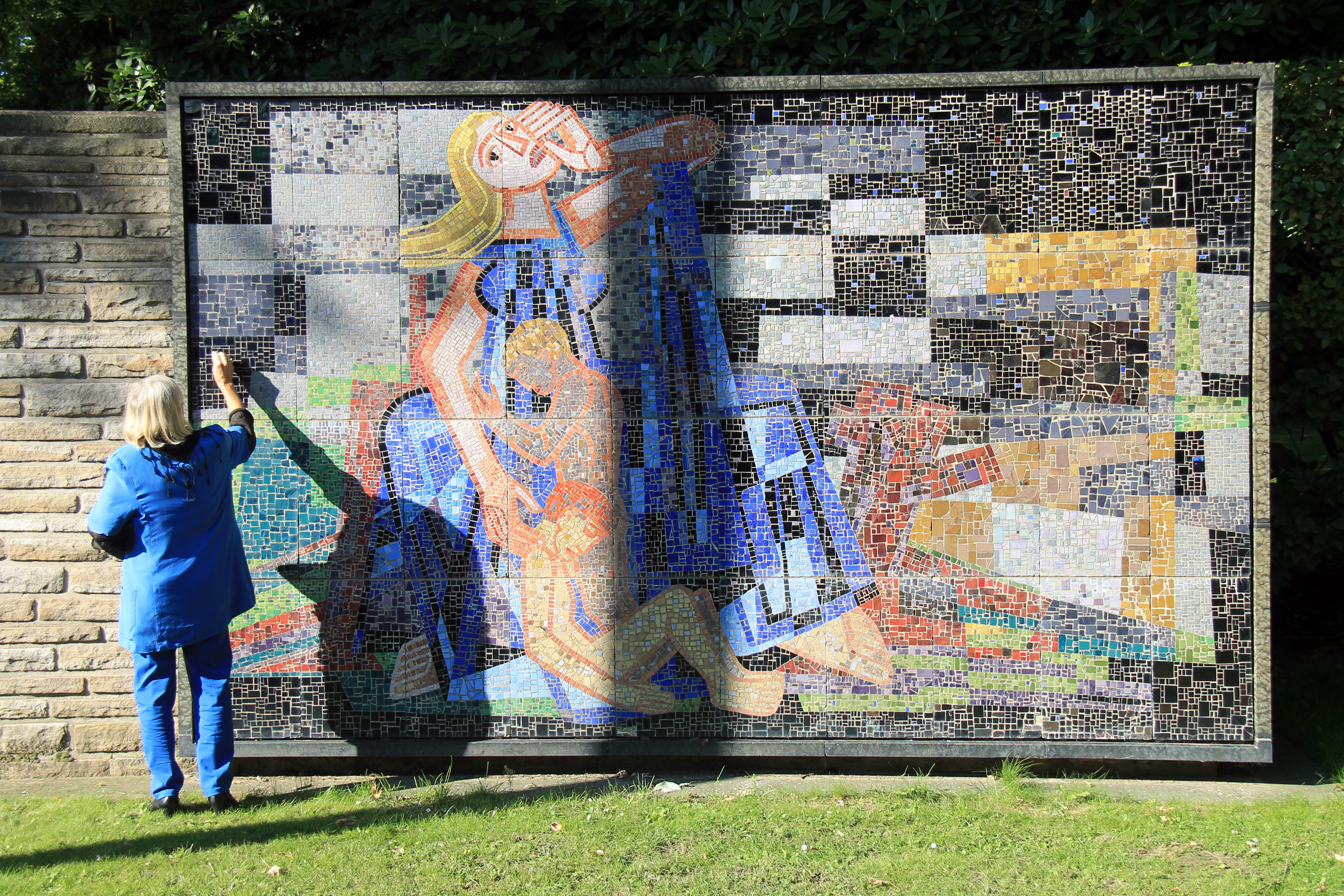
Mahnmal „Niobe“ auf dem Hauptfriedhof in Bochum

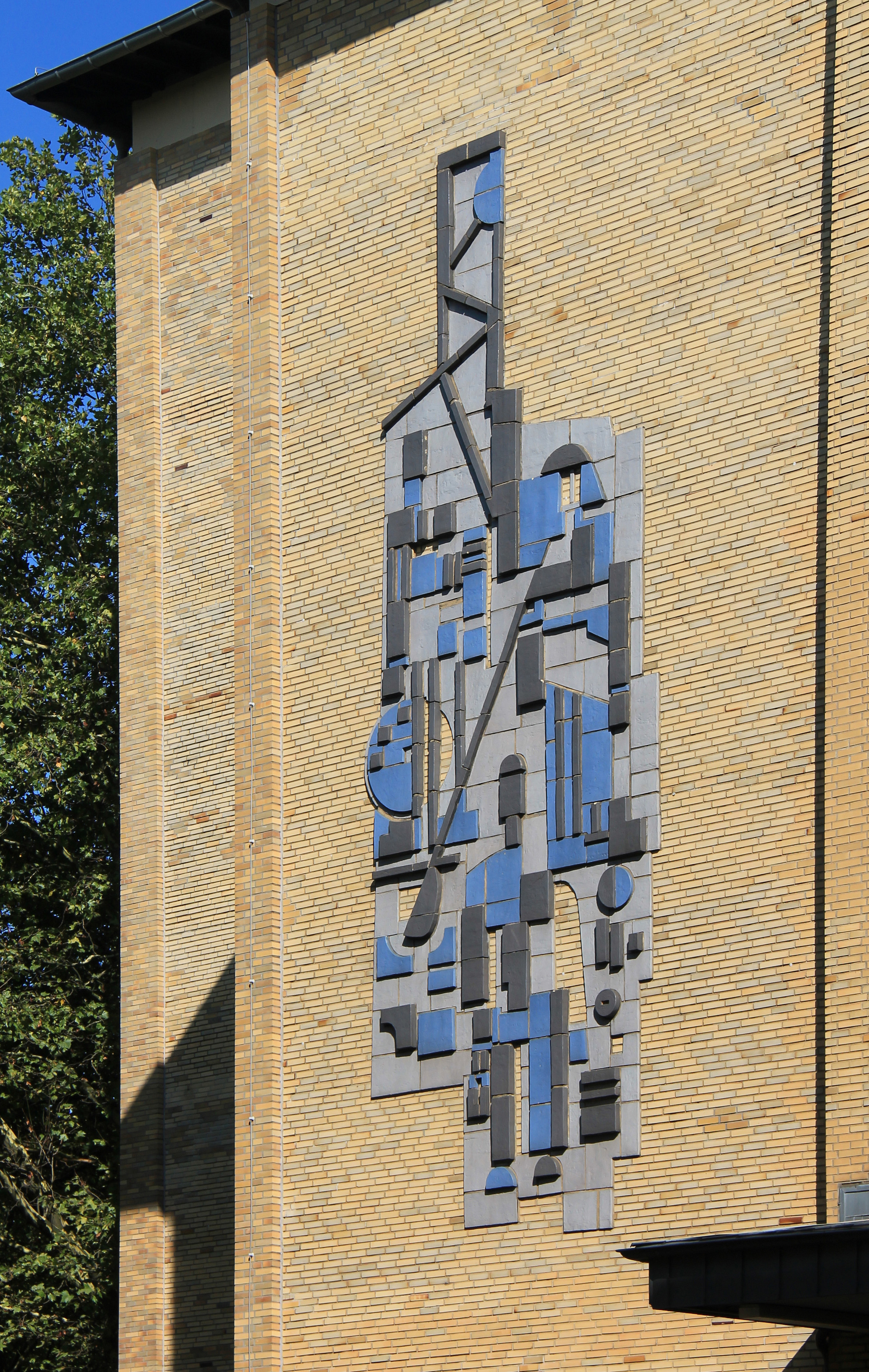
Keramik-Reliefbild am Berufskolleg am Ostring in Bochum

Ignatius Geitel (* 15. November 1913 in Bochum; † 22. Januar 1985 ebenda) war ein deutscher Maler und Mosaikkünstler.

## Leben und Werk
Ignatius Geitel schloss eine Lehre als Steinmetz ab und besuchte danach die Maler- und Bildhauerklasse der Essener Folkwangschule. Danach studierte er an der Handwerker- und Kunstgewerbeschule Trier in der Meisterklasse Glasmalen, wo er 1932 Meisterschüler von Heinrich Dieckmann wurde, der wiederum ein Schüler von Jan Thorn Prikker war. Seit 1936 war er als selbstständiger Künstler tätig. In Folge der Beteiligung an einer Ausstellung mit seinem Bild Das lungenkranke Kind kam es zu einer Vorladung vor die nationalsozialistische Kunst-Kommission in Düsseldorf. Nach Kriegsdienst und russischer Kriegsgefangenschaft hatte er sein erstes Atelier in der ausgebombten Freiherr-von-Stein-Schule in der Arndtstraße. Er war er ab 1950 an Ausstellungen des Bochumer Künstlerbunds und der Künstlergruppe junger westen in Recklinghausen beteiligt. 1952 folgte der Austritt aus dem Bochumer Künstlerbund und die Gründung der Künstlervereinigung „Hellweg“, der sich auch Hermann Breucker, Hans Kaiser und Hans-Jürgen Schlieker anschlossen. Sein zweites Atelier hatte er ab 1951 im Maschinenhaus der Zeche Karl-Friedrich-Erbstollen bezogen. Viele Kunstschaffenden hatte bei der Raumnot in der Nachkriegszeit nur durch leer stehenden Industriebauten eine Chance einen Atelierraum zu bekommen. Im Jahr 1954 erhielt er eine Einladung durch die New York Times in die USA, in diesem Rahmen entstand zur Präsentation seiner Arbeiten auch ein kurzer Film. Dort erhielt er viele Einladungen zu gesellschaftlichen Ereignissen. Er kehrte aber bald wieder zurück, da er sich nicht „herumreichen lassen“ wollte.
Für mehr als ein Dutzend Kirchen, Kapellen und Trauerhallen schuf er die Fenster, teilweise – wie in der Heinrich-Böll-Schule – ganze Fensterfronten. Seine Werke waren Bleiglasarbeiten, Klebeglas- und Dickglasfenster, deren Gestaltung von klassisch-figürlichen Darstellungen über zunehmend grafischen Formen bis hin zur völligen Abstraktion reicht. Diese Arbeiten entstanden in den 1950er/60er-Jahren.
Viele seiner Mosaike und Glasfenster befinden oder befanden sich im öffentlichen Raum, unter anderem folgende Werke:
- Bleiglasfenster, evangelische Erlöserkirche, Bochum-Hiltrop (1950)[6]
- Fenstermosaike zur Jobsiade von C. A. Kortum in der Wasserburg Haus Kemnade, Hattingen (1950/1951)
- Bleiglasfenster, katholische Kirche St. Marien, Wanne-Eickel (1951)[7]
- Cosmas und Bamian, Bleiglasfenster für das Bergmannsheil (1952) (jetzt Stadtarchiv)
- Sgraffito an Wohnhäuser „In der Uhlenflucht“ in Bochum-Weitmar (1953) (nicht mehr vorhanden)[8]
- Glasfenster in dem ehemaligen Verwaltungsgebäude der Stadtwerke Bochum (1953)[9]
- Mahnmal „Niobe“ auf dem Hauptfriedhof in Bochum (1954)[10]
- „Klebeglas“-Fenster in der Cafeteria des Kaufhauses Kortum in Bochum (1954) (bei Umnutzung des Gebäudes entfernt und teilweise zerstört)
- Glasfenster und vergoldete Drahtplastik an der Fassade mit einem Mosaik als Hintergrund, Heilig-Geist-Kirche, Bochum-Harpen (1953/1954)[11][12]
- Sgraffito an der Waldschule in Bochum-Querenburg (1954) (nicht mehr vorhanden)[13]
- Keramik-Reliefbild an der Fassade des Berufskollegs am Ostring in Bochum (1954/1955)[14]
- Glasfenster, Friedhofskapelle auf dem Ostfriedhof, Herne-Horsthausen (1957)[15]
- Sgraffito und Glasfenster an der Don-Bosco-Schule, Friederikastraße 21, Bochum-Ehrenfeld (1955)[16][17]
- Glasfenster, „Die vier Jahreszeiten“ in der Heinrich-Böll-Gesamtschule, Bochum (1956)[18]
- Bleiglasfenster, katholische Kirche St. Bonifatius, Bochum-Langendreer (1957)[19]
- Glasfenster, Trauerkapelle, Bochum-Eppendorf (1958)[20]
- Betonglasfenster, Friedhofskapelle, Bochum-Langendreer (1958)[21]
- Bleiglasfenster, katholische Kirche St. Urbanus, Dortmund-Huckarde (1959)[22]
- Betonglasfenster „Schöpfungsgeschichte“, katholische Kirche St. Michael, Köln (1959/1960)[23]
- Bleiglasfenster, ehemalige katholische Kirche Hl. Dreifaltigkeit, Essen-Untereiberg (1961)[24]
- Bleiglasfenster, Friedhofskapelle, Bochum-Werne (1963)[25]
- Glasfenster, Pauluskirche Bochum (1964)[26]

Nachdem die Zeit des Wiederaufbaus beendet war, wendete sich Geitel ganz der Malerei zu. Bis zu seinem Tod im Jahr 1985 war er an verschiedenen Kunstprojekten beteiligt und stellte ab 1968 regelmäßig in seinem eigenen Haus aus. Seine Atelierhäuser in Bochum-Stiepel stehen unter Denkmalschutz (A 536). Eins wurde 1957 von dem Bochumer Architekten Roman Reiser entworfen.
Als Nachlassverwalterin fungiert die frühere Lebensgefährtin des Künstlers, Inge Diergardt. Zur Bedeutung von Geitel meinte Sepp Hiekisch-Picard im Ausstellungskatalog der Retrospektive im Kunstmuseum Bochum:
„In den 1950er und 60er Jahren gehörte Ignatius Geitel zu den meistbeschäftigten Bochumer Künstlern im öffentlichen Raum und muss neben Heinz Wilthelm wohl zu den wichtigsten Glaskünstlern der Region gezählt werden. … Experimente mit Gussglas in Beton, Sgraffitos und Mosaike … gehören ebenso zu seinen Aufträgen wie traditionelle … Fenster mit biblischen Motiven.“

## Ausstellungen (Auswahl)
- 1960: Ausstellung des Westdeutschen Künstlerbunds im Karl-Ernst-Osthaus-Museum in Hagen
- 1962: Ausstellung „Deutsches Kunsthandwerk“ in den Kunstgewerbemuseen von Köln, Gent und Ostende
- 1988: Retrospektive im Museum Bochum
- 2023: „Glaskunst des Ignatius Geitel“ im Stadtarchiv Bochum

## Film
- Ignatius Geitel. Dokumentarfilm ohne Kommentar von Hans Gregor (1954), 30 Minuten.  Der Film wurde 2023 mit einem begleiteten Kommentar versehen, und im Rahmen der Ausstellung im Stadtarchiv Bochum gezeigt.